# TeleValdepeñas
TeleValdepeñas (abreviado TeleVal) es el canal de la ciudad de Valdepeñas (Ciudad Real), que se emite en la mancomunidad de Valdepeñas.

## Historia del Canal
El logotipo es una V cerrada por arriba y al lado una N redonda. TeleValdepeñas a veces conecta con Local Media TV, y emite películas, anuncios, entre otros.
Fue fundada por Marino López Ruiz en diciembre de 1991 y fue vendida en el año 2000 a los actuales gerentes. En TDT, empezó a emitir el 28 de enero de 2010, 65 días antes del apagón analógico. TeleVal tiene una gran parte de programas de su propia producción, relacionado con Valdepeñas, en general, y a veces de alrededores o pueblos cercanos (Manzanares, Membrilla, San Carlos del Valle). También tiene unos informativos de eventos recientes de la Mancomunidad.
Su sede está en la Calle Esperanza Nº 3, 13300 Valdepeñas.
Dicha tv da cobertura informativa a los siguientes municipios: Valdepeñas (Ciudad Real), Consolación, Baños del Peral, La Solana, Moral de Calatrava, Santa Cruz de Mudela, Viso del Marqués, Torrenueva, Castellar de Santiago, Almuradiel, Alcubillas, Moral de Calatrava, San Carlos del Valle, Santa Cruz de Mudela, Torre de Juan Abad, Granátula de Calatrava,  Alhambra y Montiel.

## Programación
Salvo informativos locales, emisiones de trasmisiones en directo y alguna otra excepción el resto del día es programación proveniente de la distribuidora Cadena Local TV - Local TV.
Programación (salvo transmisiones en directo: plenos municipales, partidos de fútbol, fiestas...):
00:00 - 00:30	INFORMATIVOS TELEVALDEPEÑAS (redifusión)
00:30 - 01:00	TELETIENDAS 
01:00 - 05:30	CHAT 
05:30 - 06:00	DOCUMENTALES Y TELETIENDAS 
06:00 - 06:30	TELETIENDAS
06:30 - 07:00	SOBRE RUEDAS
07:00 - 08:00	TELETIENDAS
08:00 - 09:00	DIARIO NACIONAL
09:00 - 09:30	COCINA CON J. J. CASTILLO
09:30 - 10:00	LOCAL MUSICAL
10:00 - 10:30	PANORAMA VELA
10:30 - 11:00	NOS VAMOS
11:00 - 11:30	DOS BUTACAS
11:30 - 13:30	TELETIENDAS
13:30 - 14:30	TU TARDE (redifusión)
14:30 - 15:00	INFORMATIVOS TELEVALDEPEÑAS
15:00 - 16:00	AGENDA CULTURAL
16:00 - 17:30	TELETIENDAS
17:30 - 19:30	CINE EN CADENA LOCAL
19:30 - 20:00	COCINA J.J.CASTILLO
20:00 - 20:30	DIARIO NACIONAL
20:30 - 21:00	INFORMATIVOS TELEVALDEPEÑAS
21:00 - 22:00	LA TERTULIA
22:00 - 00:00	CINE EN CADENA LOCAL

## Personal de TeleValdepeñas
A continuación se muestra una lista del personal de la cadena de televisión:
- Directora: Vanessa Irla Uriarte
- Directora de informativos: Mª Eugenia Moya Aparicio
- Directora de administración y recursos humanos:  María Luisa Villafranca Guio
- Redacción: Ángel López Sánchez
- Jefe de cámaras: Francisco Javier Márquez Sánchez
- Cámara: José Luis Mejía Del Fresno
- Jefe de realizadores: Ana García Ruiz
- Realizador: Patricia Morillo Matias
- Producción: Asunción Mª Alfaro Villar
- Comercial: Vanessa López Toledo